# Guido Rodríguez Lugari
Guido Rodríguez Lugari és un advocat colombià conegut per haver sigut designat el 13 de novembre de 2014 com a Fiscal de Comptes pel President de Panamà, aleshores Juan Carlos Varela, va substituir Andrés Sue González.
El 1993 aconseguí la nacionalitat panamenya malgrat haver nascut a Colòmbia. Es graduà en Dret a la Pontificia Universidad Javeriana de Bogotà, Colòmbia, i es diplomà com a periodista a l'Instituto Tecnológico de Monterrey, quedant, segons informa un comunicat, en "primer lloc acadèmic entre 160 periodistes d'Amèrica Llatina". Fou designat en abril de 2001 Secretari General de la Defensoria del Poble de la República de Panamà i en novembre, Adjunt del Defensor del Poble, sent al mateix temps Delegado Especial para la Libertad de Expresión y el Acceso a la Información. L'any 2006 es convertí en el director del diari Panamá América.
Participà en la Sociedad Interamericana de Prensa com a vicepresident regional de Panamà a la Comisión de Chapultepec i de la Comisión de Libertad de Prensa fins a desembre de 2010. Fou President del Comité d'Ética del Consejo Nacional de Periodismo alhora que fou director de notícies de Televisora Nacional (TVN) i del diari La Estrella de Panamá des de juny de l'any 2006 fins a juliol de 2009. El 13 de novembre de 2014 fou designat Fiscal de Comptes de Panamà.
El 2015 investigà com a fiscal general de comptes si hagué abusos al Programa de Ayuda Nacional (PAN). En maig de 2015 fou demandat per l'advocat Alejandro Quintero Dixon per a revocar-lo del càrrec de Fiscal General de Comptes amb l'argument de què suposadament no era de nacionalitat panamenya. En febrer de 2016 va fer una sol·licitud com a fiscal general de comptes per a confiscar béns i comptes bancaris a l'empresa de l'Equador anomenada Hidalgo & Hidalgo i els seus executius Juan Francisco Hidalgo i Marco Albán Crespo.